# 卷叶黄精
卷叶黄精（学名：Polygonatum cirrhifolium）为百合科黄精属的植物。分布在印度、尼泊尔以及中国大陆的西藏、云南、四川、甘肃、宁夏、陕西、青海等地，生长于海拔2,000米至4,000米的地区，多生在林下、山坡和草地，目前尚未由人工引种栽培。

## 别名
滇钩吻（植物名实图考附二）